# Agathis dammara
El pino de Amboina (Agathis dammara), también conocido como árbol de cristal, es una especie de conífera perteneciente a la familia Araucariaceae. Se encuentra en las Molucas y Filipinas.

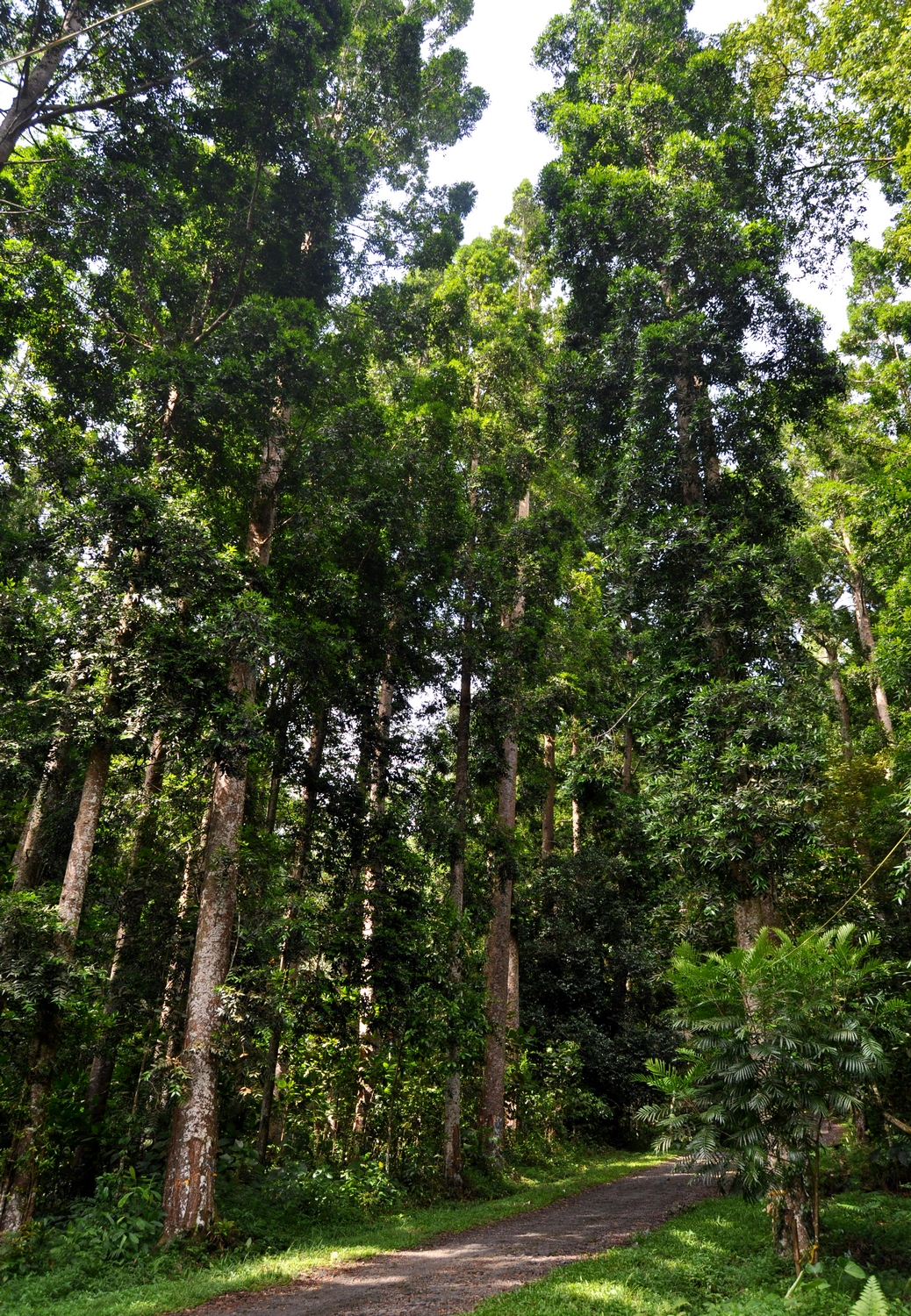
En su hábitat

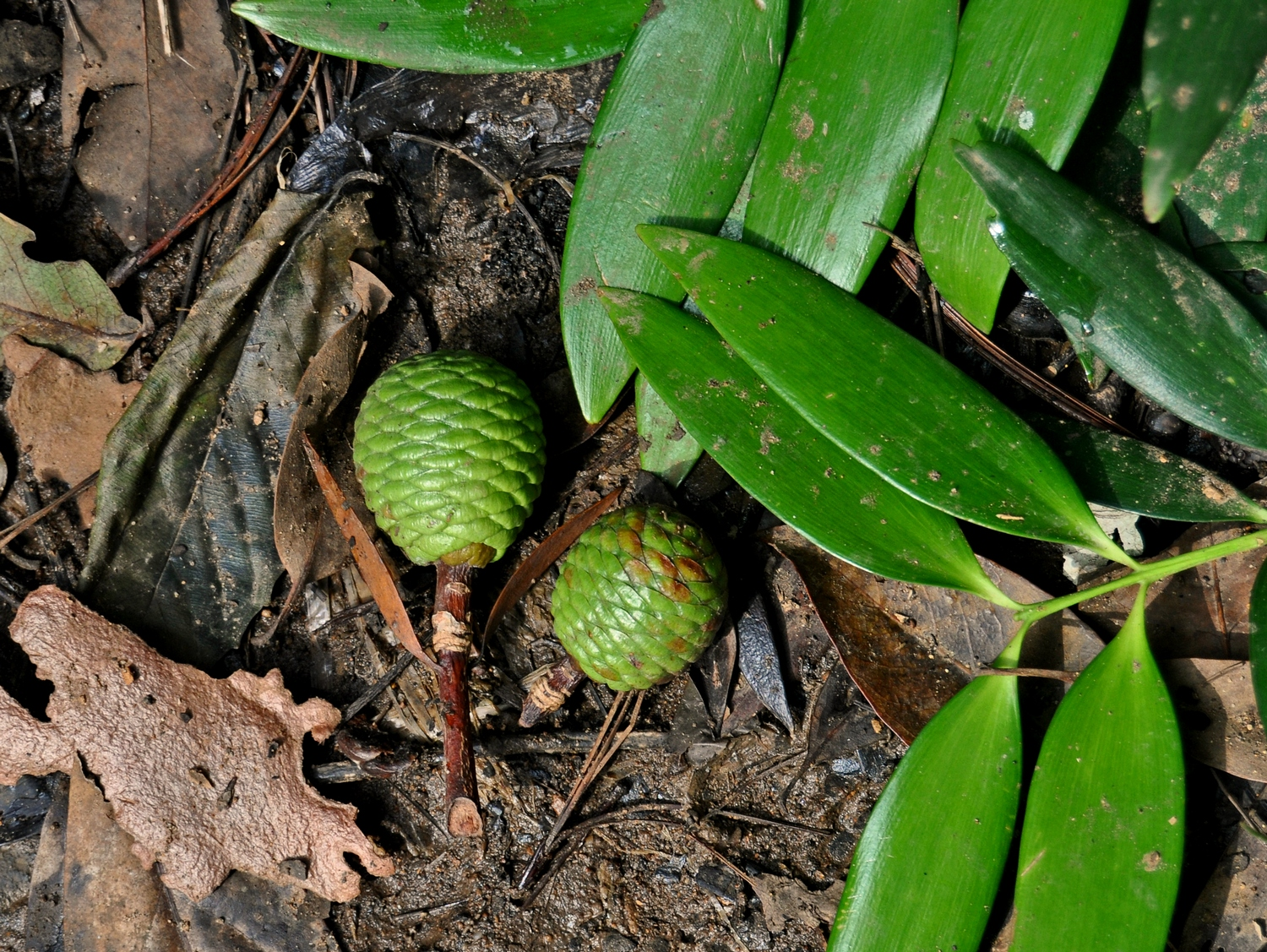
Hojas y conos femeninos

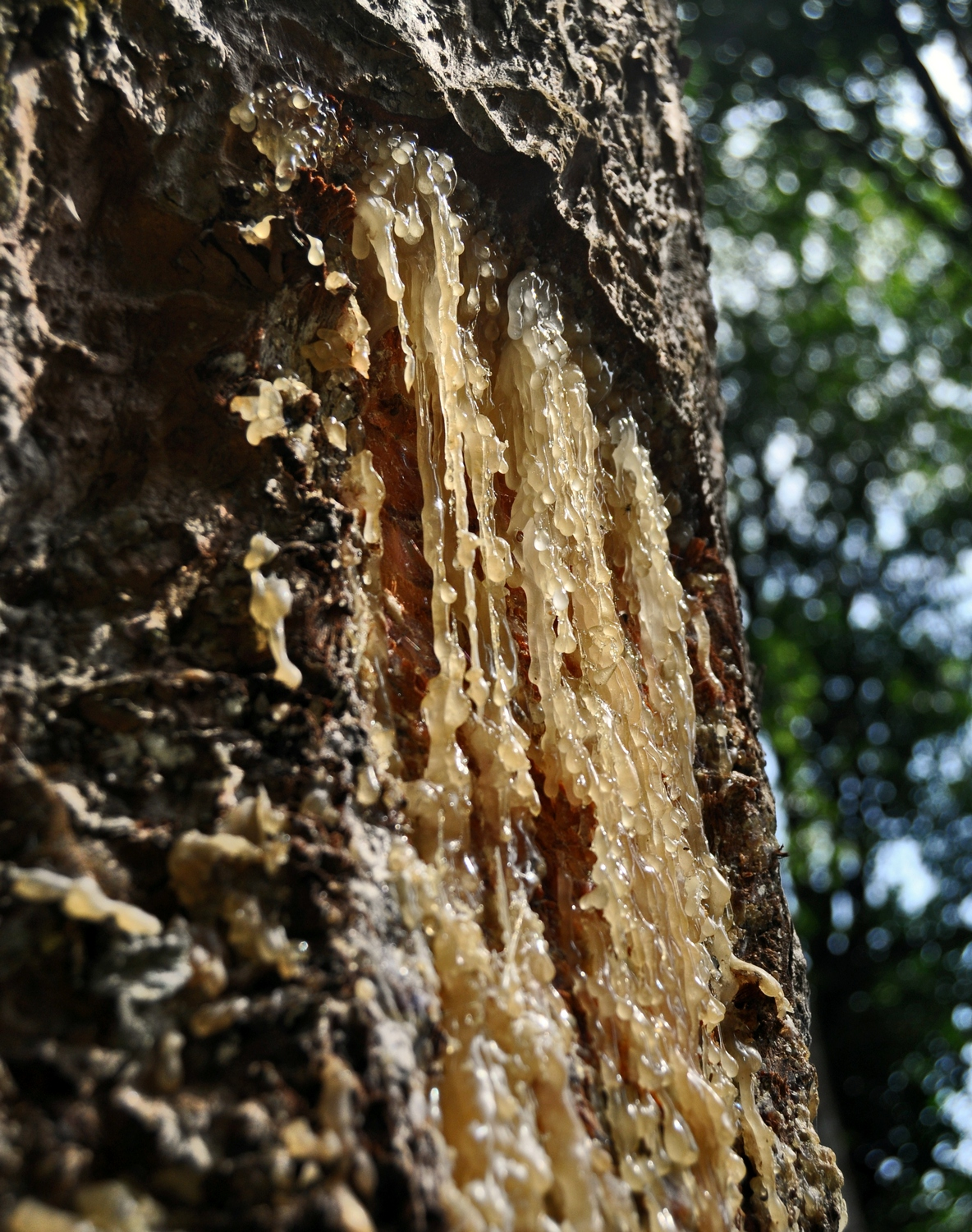
Tronco usado para la obtención de resina

## Descripción
Son árboles que alcanzan una altura de 40 metros, mientras que el tronco llega a tener 45 centímetros de diámetro. Desarrolla una corteza gris rojiza, gruesa. En su juventud la copa es cónica, con las ramas ligeramente caídas, adoptando una forma globosa al alcanzar la madurez. Las hojas son perennes, de color verde oscuro con pecíolos de 3 a 8 mm, oblongo-lanceoladas o elípticas, más o menos recurvadas, de entre 5 y 12 cm por 1,2 a 5 cm, coriáceas, con el margen engrosado, el ápice obtuso por lo general, de vez en cuando mucronado.
Desarrolla una resina translúcida de un color marrón claro, que en las noches de luna llena reflejan la luz lunar, dando la sensación de ser árboles de cristal; de allí uno de sus nombres vulgares.
Sus semillas son obovoides con ala desarrollada en un lado, membranosas, casi cuneiforme-oblongas.

## Usos
El Agathis dammara es rico en resina, que es ampliamente utilizada en la industria y la medicina. El árbol se cultiva como planta ornamental, y también por su madera, que se utiliza en construcción.

## Taxonomía
Esta especie fue descrita por (Lamb.) Rich. & A.Rich. y publicada en el libro Commentatio botanica de Conifereis et Cycadeis 83, pl. 19, en el año 1826.
Sinonimia
- Abies dammara (Lamb.) Poir.
- Abies dammara (Lamb.) Dum.Cours.
- Agathis alba John Jeffrey (botánico)
- Agathis celebica (Koord.) Warb.
- Agathis hamii Meijer Drees
- Agathis loranthifolia Salisb.
- Agathis orientalis (Lamb.) Mottet
- Agathis pinus-dammara Poir.
- Dammara alba Rumph. ex Hassk.
- Dammara alba var. celebica Hassk.
- Dammara celebica Koord.
- Dammara loranthifolia Link
- Dammara orientalis Lamb.
- Dammara orientalis var. alba C.Knight
- Dammara orientalis var. pallens Carrière
- Dammara rumphii C.Presl
- Pinus dammara Lamb.[6]